# 钦定版圣经
钦定版圣经（英語：Authorized Version，縮寫為 AV），又稱詹姆士王译本（英語：King James Version，縮寫為 KJV）或詹姆士王聖經（英語：King James Bible，縮寫為 KJB），由苏格兰及英格兰国王詹姆士六世及一世的命令下翻译的英文版本聖經，於1611年出版，自诞生至今一直都是英語世界極受推崇的圣经译本，也称為詹姆士译本或詹姆士欽定本等。英格兰国王钦定本圣经是英国国教会官方批准的第三部圣经，第一部是1535年出版的《大圣经》，第二部是1568年出版的“主教圣经”。但早期译本都有问题，所以当时的英格兰国王詹姆斯授权翻译一本新的英语圣经。詹姆斯给译者一些指示，要他们确保新的译本符合英国国教的治理方式，反映国教的主教制度。有47位学者参与了钦定本圣经的翻译，他们都是英国国教的成员。钦定版圣经除了39卷舊約聖經、27卷新約聖經外，亦包括14卷次經，但目前由新教的改革宗、浸禮宗，以及大部分福音派教會發行的欽定版聖經中一般無次經，僅包含新教認可的39卷舊約聖經、27卷新約聖經正典。
钦定版圣经不仅影响了随后的英文版圣经，对英语文学的影响也是很大的。为了让更多未受良好教育的普通人也能知晓神的旨意，该部圣经词汇量一共只有8000个常用的英文单词，因此十分容易理解。一些著名作者，如约翰·弥尔顿、赫爾曼·梅爾維爾、约翰·德莱顿及威廉·華茲華斯很明显从这个版本的圣经中得到启发。一些圣经如英语修订版圣经、新美国标准版圣经、修订标准版圣经（the Revized Standard Version），还有新钦定版圣经（New King James Version）等都是这个版本的修订版。尽管新国际版圣经等其他版本的圣经没有说它们是这个版本的修订版，但是可以看出这些版本所受的深厚影响。
在世界的很多地方，这个版本的版权已经过期了，但是在英国，由于“永久王家版权”（perpetual Crown copyright）的缘故，还是有版权的。目前，钦定版圣经已经年代久远，虽然大部分仍然可以被普通读者理解，但是越来越多的生僻词汇和中古英语词汇已经使人望而却步，而且很多词汇的意思已经发生转变，普通读者按照今天的意思去理解，产生不少的误解。它也被认为是现代英语的基石，并从它诞生以来一直是被最广泛阅读的文献之一。

## 背景
1380年，威克里夫将当时通用的拉丁文圣经译成中古英文。
青年学者丁道尔（1484–1536）在与崇奉教宗的天主教會学者辩论时，说出预言性的壮语：“我不管教宗和他的规条；如果上帝假我以年，在短短數年之内，我要使扶著犁耕田的农家孩子，比你更懂圣经！”1522年，他得到了马丁路德翻译的德语圣经，受其启发，决定将圣经翻译到英语中。1526年至1536年十年间，丁道尔将新约圣经及旧约的一半译为现代英语，但没有译完就被以異端罪處以火刑了。但丁道尔的圣经对后世的译本产生了深刻的影响，为后来的《马太圣经》，英国第一本官方认可的《大圣经》，以及《日内瓦圣经》奠定了基础。钦定版圣经有百分之八十多来自丁道尔翻译的圣经。有人说，英语圣经的历史开始于丁道尔，而非威克里夫。

### 漢普敦御前會議
1604年詹姆士召開漢普敦御前會議是決定翻譯《欽定本》的會議 ，而這會議是由清教徒呈給詹姆士的「千人呈請書」所引起 。伊莉莎白一世執政時，清教徒被迫接受教會內很多認為不合聖經真理的傳統，至詹姆士登位，清教徒覺得是改革的機會，就遞上「千人呈請書」，列舉了四個主要改革項目，包括受洗時須畫十字圣號、神職人員穿著禮袍、在婚禮中使用指環、聽聞基督的名諱時要欠身以表敬意。另外，呈請書更重要的是清教徒表達對詹姆士的效忠，因為詹姆士的支持是他們改革的唯一盼望。
清教徒發起的請願，引起了國內的主教們極大的震撼。如果詹姆士支持清教徒，意味著主教的權力會被削弱，而當時詹姆士為回應清教徒的請願，已決定停止徵改「什一稅」，這是主教們長久以來的財政來源，這引起主教們的驚駭，故為了力挽狂瀾，主教們發動打擊清教徒攻勢。主教當中以理查·班克勞夫為首， 說服詹姆士相信君主制度的統治，需要有主教制度的輔助，主教是英國王室的忠實支持者，清教徒的改革只會威脅國王行使權力。班克勞夫的策略，成功令詹姆士收回停徵「什一稅」的決定，使他對清教徒的支持有所保留。為了保持國內的宗教和平穩定，詹姆士決定召開一次會議，解決所有宗教問題，這就是漢普敦御前會議。

### 會議的情況
1604年1月14日，漢普敦御前會議召開，清教徒滿以為詹姆士是一個新教支持者，但會議開始後，卻發現事情並非如他們所想。會議的第一個焦點是有關在崇拜使用的《公禱書》，清教徒要求廢除它，因它是羅馬天主教儀式的產物，很多字眼也不乎合聖經的真理。可惜的是詹姆士一心只想穩定國內的宗教局面，以免任何過激的改動，令國內的宗教衝突升温，對於清教徒的任何提議，詹姆士也傾向於維持現狀，儘管他想協調清教徒和主教會之間的衝突，卻發現不能做到中立角色。

### 會議的轉折點
會議的轉折點是清教徒提出要有一部新譯的聖經，在教會中加以宣讀。 當時流行的《日內瓦聖經》已成為英國銷售量最高的聖經，清教徒本想得到詹姆士認可，讓《日內瓦聖經》成為可在教會宣讀的權威聖經，可惜詹姆士表示：「在所有譯本中，《日內瓦聖經》是最糟糕的。」這是因為此聖經的很多註釋包含了反专制君王的思想，詹姆士認為這會影響他的管治威信。清教徒見《日內瓦聖經》不可能成為官方認可的聖經，就提出新译一部聖經的要求。

### 會議的決定
詹姆士贊成重新翻譯一部聖經，因為這符合他的期望。在否决了清教徒的眾多要求後，詹姆士發現必須做出一個讓步，才能令會議不至陷入完全膠著的狀態。新譯聖經的提议使詹姆士看到出路，因為翻譯聖經的工作必定曠日持久，一來可以短暫滿足清教徒的要求，二來短期內不用作出任何改變，引起任何不確定的宗教紛爭。另一方面，詹姆士期望在新譯本中，刪除所有類似《日內瓦聖經》的註釋；换言之，不可以在註釋內出現任何反君主統治的字眼，从而使新版聖經能夠成為凝聚國家的工具，成為國家整合宗教的力量。
主教方面，班克勞夫也同意新譯聖經的提議，之後他更主導整個聖經的翻譯工作。漢普敦御前會議的結果大致上也符合主教的利益，對清教徒小小的讓步，不構成對他們的威脅。另一原因，是班克勞夫知道很難對抗《日內瓦聖經》的權威性，而發揮影響力，影響新翻譯的工作會容易得多，這可以確保譯文內容和主教的立場相符，不會對主教的當權地位構成威嚇。从個人角度看，班克勞夫更希望透過完成翻譯工作，得到詹姆士的信任，成為新一任的大主教。

## 内容差異
希伯來四字聖名按照猶太教的傳統尊為至聖，隨便讀寫這個字成為忌諱。多數學者認為，耶和華（Jehovah）這個名稱可能是在歐洲中古世紀（約1100年前後），將四字神名的拉丁字母JHVH，混合了“主”（希伯來語：‎ Adonai）的母音組合之後形成的。中世紀時，猶太学者為希伯來語的4字神名「YHWH」標上「主」adonai的母音符号。（希伯來語单詞的原音写在中央，而母音写在子音的上面或下面，以不同组合的点和短线表示，所以可以在「YHWH」與「adonai」的元音符号下。当時聖經抄本這样写之目的，乃提醒猶太裔讀者要念成「adonai」，意為「我的主」。）而早期聖經譯者翻譯時，便直接地把輔音和元音拼在一起，而成了「YaHoWaH」。（加字後的翻譯即是「耶和華」；因為尊為至聖，所以現代人是不能念出神的名。）
在旧约圣经，与使用耶和华之名的中文译本不同，钦定本将大部分Jehovah换成LORD（四字母均大写，以区别Lord）；但是在两个地方（赛12:2和26:4），原文连续用两個Jehovah的时候，此译本译为the LORD Jehovah。其他译出Jehovah的五处地方分别是创世记22:14、出埃及6:3、出埃及17:15、士师记6:24、诗篇83:18。
在新約圣经，由於欽定本使用的文本是公認文本，而現代譯本使用的都是亞歷山大文本类型（主要依据两个抄本，西乃抄本和梵蒂冈抄本），所以在一些地方，钦定本与现代译本存在差別。其中最大的差别之一是：现代译本缺少马可福音16:9-20和约翰福音7:53-8:11；因此现代译本将其保留，在脚注裡告诉读者是后来抄本加上去的。
公认文本有很多不同的版本，有伊拉斯谟的文本，有罗伯特·司提反的文本，也有贝扎的文本，它们之间存在一些差别。弗雷德里克·斯克里夫纳曾经仔细地查考钦定版圣经的底本，发现其译者们主要跟从贝扎1598年的版本，但也参考了罗伯特·司提反的文本，此外也参考了武加大圣经的版本。他发现钦定本圣经在190处地方与贝扎的文本不一致 。其中59处地方与司提反1550年的文本是一致的。其他几十处地方，他常常能在伊拉斯谟的版本中或是在《康普鲁顿合参本》中找到对应。但在一些地方，他却找不到与钦定本对应的希腊语文本，而在拉丁武加大圣经中找到了对应，比如在约翰福音10:16，希腊语是“合成一群”，但钦定本是“合成一圈”，与武加大译本 "unum ovile"一致。再如，使徒行传9:6的前半句话“扫罗惊恐地说道，主，要我做什么？”也是源自拉丁武加大译本。
以下经文缩写为：KJV（钦定版圣经）、ASV（美国标准版）、NIV（新国际版圣经）和NASB（新美国标准圣经）和新教中文和合本圣经，以及天主教會使用的中文思高本聖經。

### 以赛亚书12:2
- (KJV): Behold, God is my salvation; I will trust, and not be afraid: for the LORD JEHOVAH is my strength and my song; he also is become my salvation.
- (NIV): Surely God is my salvation; I will trust and not be afraid. The LORD , the LORD , is my strength and my song; he has become my salvation."
- (ASV): Behold, God is my salvation; I will trust, and will not be afraid; for Jehovah, [even] Jehovah, is my strength and song; and he is become my salvation.
- (NASB): "Behold, God is my salvation, I will trust and not be afraid; For the LORD GOD is my strength and song, And He has become my salvation."
- (和合本): 看哪！　神是我的拯救，我要倚靠他，并不惧怕；因为主耶和华是我的力量，是我的诗歌，他也成了我的拯救。
- (思高本): 看哪！天主是我的救援，我依靠他，決不畏懼，因為上主是我的力量，是我的歌頌，他確是我的救援。

### 以赛亚书26:4
- (KJV): Trust ye in the LORD for ever: for in the LORD JEHOVAH is everlasting strength:
- (NIV): Trust in the LORD forever, for the LORD , the LORD , is the Rock eternal.
- (ASV): Trust ye in Jehovah for ever; for in Jehovah, [even] Jehovah, is an everlasting rock.
- (NASB): "Trust in the LORD forever, For in GOD the LORD, {we have} an everlasting Rock.
- (和合本): 你們當倚靠耶和華直到永遠，因為耶和華是永久的磐石。
- (思高本): 你們應永遠信賴上主，因為上主是永固的磐石。
- (KJV中譯): 你們當倚靠主耶和華直到永遠，因為耶和華是永久的力量。

### 马太福音24:36
- (KJV): But of that day and hour knoweth no man, no, not the angels of heaven, but my Father only.
- (NIV): "No one knows about that day or hour, not even the angels in heaven, nor the Son, but only the Father.
- (ASV): But of that day and hour knoweth no one, not even the angels of heaven, neither the Son, but the Father only.
- (和合本): “但那日子，那时辰，没有人知道，连天上的使者也不知道，子也不知道，惟独父知道。
- (思高本): 「至於那日子和那時刻，除父一個外，誰也不知道，連天上的天使都不知道。
- (KJV中譯): 「那日子，那時辰，沒有人知道，連天上的天使也不知道，惟獨我父知道。

### 約翰一書5:7
- (KJV) For there are three that bear record in heaven, the Father, the Word, and the Holy Ghost: and these three are one.
- (ASV) And it is the Spirit that beareth witness, because the Spirit is the truth.
- (RSV) And the Spirit is the witness, because the Spirit is the truth.
- (NIV) For there are three that testify:
- (和合本): 並且有聖靈作見證，因為聖靈就是真理。
- (思高本): 並且有聖神作證，因為聖神是真理。（思高本此句在5章6節後半部分。）
- (KJV中譯): 在天上作見證的原來有三，父、道、聖靈，他們三为一。

### 補充：KJV約翰一書5：8
- (KJV) And there are three that bear witness in earth, the Spirit, and the water, and the blood: and these three agree in one.
- (中文翻譯) 在地上作見證的原來有三，就是聖靈，水，與血，這三樣也都歸於一。

### 羅馬書8:1
- (KJV) There is therefore now no condemnation to them which are in Christ Jesus, who walk not after the flesh, but after the Spirit.
- (ASV) There is therefore now no condemnation to them that are in Christ Jesus.
- (RSV) There is therefore now no condemnation for those who are in Christ Jesus.
- (NIV) Therefore, there is now no condemnation for those who are in Christ Jesus,
- (和合本): 如今那些在基督耶穌裡的，就不定罪了。
- (思高本): 今後為那些在基督耶穌內的人，已無罪可定，
- (KJV中譯): 如今那些在基督耶穌裏的，不隨從肉體、只隨從聖靈行事的就不定罪了。

### 希伯來書4:9
- (KJV) There remaineth therefore a rest to the people of God.
- (ASV) There remaineth therefore a sabbath rest for the people of God.
- (RSV) So then, there remains a sabbath rest for the people of God;
- (NIV) There remains, then, a Sabbath-rest for the people of God;
- (和合本): 這樣看來，必另有一安息日的安息，為神的子民存留。
- (思高本): 由此看來，為天主的百姓，還保留了一個安息的時日。
- (KJV中譯): 這樣看來，必有安息，為神的子民存留。

※ 這裡只有中文和合本自己加了一個"另"，而其他英文聖經都沒有other或是another等字眼。

### 现在的文本
现在印刷的钦定版圣经基于1769年牛津大学出版的版本，而不是1611年的版本。 牛津版的圣经纠正了一些小的标点错误，对于为达通顺而增加的单词用斜体更仔细地标记，并更新了拼写，使之全书统一並和现代一致。

#### 差異列舉
比如將1611年版本所有讀作/v/的u都改寫為v，例如haue更新拼寫為have等等。
創世記 15:18
- (KJV 1611) saying; Unto thy seed haue I giuen this land from the riuer of Egypt vnto the great riuer, the riuer Euphrates:
- (KJV 1769) saying, Unto thy seed have I given this land, from the river of Egypt unto the great river, the river Euphrates:

## 編纂特色
《欽定本》於1611年正式出版。整本聖經被別有用心地編輯，反映出王室維護政權穩定和主導人民宗教思想所作的努力。自伊利沙白女王起，王室對主流的日內瓦譯本十分反感，因為它威脅到王室的權力。直到王室支持《欽定本》出版及推廣，最終取代《日內瓦譯本》成為主流聖經。從《欽定本》的序言、邊註、神學詞彙和附錄四方面可見製作團隊如何有技術、精心地出版政治正確的譯本。

### 序言
序言是一本書的開場白，預備讀者的閱讀眼光和思維。
1. 序言出於溫徹斯特主教湯馬仕·比爾森（英语：Thomas Bilson）的手筆。[12]他設想了一些讀者可能對《欽定本》的批評並给予回應。它一方面狂妄地聲稱當時流行的英文譯本也無可避免地有錯誤翻譯，但《欽定本》把它們逐一修正過來，到一個地步，假若那些譯者仍在世，他們會向《欽定本》的譯者致謝。另一方面，它聲稱翻譯工作雖基於原文抄本，但譯者非使徒，故不可能達致完美的翻譯，不過這無損《欽定本》作為上帝的話語的權威，[13]《欽定本》已再無進步空間，當時沒有其他譯本可取替它的地位 ，《欽定本》是唯一最權威的譯本。[14]儘管矛盾地，往後還是多次推出修訂版，序言已在灌輸「唯獨欽定本」的神學思想──政治立場鮮明的聖經論，讓讀者慢慢接受它。
2. 序言對詹姆士表示尊崇和敬佩。序言讚美他是位崇高而偉大的君王，登基不久就召開漢普敦御前會議，樂於聆聽清教徒的請願和回應他們的訴求。即或他們的申訴已被理性地逐一駁回，但詹姆士仍寬宏大量地贊成翻譯新版本。[15]神的靈更親自臨到他，去推動整個翻譯工作。 序言形容王是英格蘭、法國和愛爾蘭的王。問題是，百年戰爭後英國已失去對法國的掌管，而愛爾蘭在19世紀才與英格蘭聯合。[16]可見序言不單維護《欽定本》的權威性，更進一步肯定幕後策劃者的美德、地位和國家的統治領域。序言就是君王形象工程的重要一步。

### 邊詮
《欽定本》刪除了日內瓦譯本的邊註，由此刪除清教徒的反君王解讀。讀者閱讀聖經時無可避免地要詮釋經文，而邊註就影響他們詮釋的角度和立場。《日內瓦》譯本提供邊註，並非為了澄清經文隱晦難明的地方，而是要提倡清教徒反君王的思想立場。無怪乎詹姆士認為它「非常片面、不實、煽動，而且顯示太多危險而叛亂性的思想」。
1. 在但以理書第六章的邊註，但以理違命不跪拜大利烏王，被強調為遵守神旨意而反對王錯謬的旨意。問題是王不應下達違背神心意的命令，所以但以理抗命有理。在第十一章三十六節的邊註中，清教徒特別強調大利烏王是自高自大的暴君，只是神使用他懲罰世人的罪的工具，但是他的權威統治無法長久。這明顯地影射英國國君對清教徒的壓迫，暗示他們為惡而受罰，只是那強權必不長久，清教徒所受的苦也會完結。「暴君」一詞更常在邊詮出現，作為君王批判。[18]
2. 在出埃及記，法老也被批判。出埃及記導言提到埃及是暴虐的政權，用殘酷的手段壓迫神的子民，神則以奇異的方式懲罰這政權。所以在第一章法老懼怕希伯來人繁衍過快，動搖他的政權，命令接生婆殺死他們的男嬰，但接生婆並不服從，更以欺騙回應。經文邊註特別提到收生婆的欺騙是對法老的惡的合理回應手段，她們的抗命行動是犯法而非犯罪。其他邊註對君王的判批相當嚴厲。[19]
3. 在詩篇第105篇第15節，受膏者一般指國王大衛，邊註指受膏者為神的所有子民而非國王，暗指國王不過是眾受膏者之一，並無權力傷害他的子民。 這些邊註總在不勝枚舉，重點是刻意強調君王的邪惡面，並合理化對抗者的不服從行為，又反對君王對違命者的迫害。相信君王都討厭這些邊註，難怪新版本的首要工作就是把它們刪除。[20]
4. 《欽定本》也有邊註大約7400項，大部分是建設性的。[21]但它仍有趣地回應《日內瓦譯本》，例如在傳道書四章十三節經文提到「貧窮而有智慧的少年人，勝過年老不肯納諫的愚昧王」，《欽定本》補充了一句「有智慧的王就不用被廢除」。而第四章十三至十六節這一段落的細標題，《日內瓦譯本》選擇了完全重覆的一句：「有智慧的少年人、勝過年老不肯納諫的愚昧王」。《欽定本》則把細標題改為「論任性」(by willfulness)。[22]背後反映了兩套神學立場，其角力不言而喻。詹姆士王深深意識到日內瓦譯本的邊註對君王制的威脅，他的御用翻譯員本身也都是国教的成员，一来深知王的意思，二来也支持王的立场，所以他们通过序言和删除邊詮出版王室喜悅的聖經版本。

### 神學詞彙
重要字眼的翻譯也是一個手段，去淡化反君王主義這「有毒」的思想。
1. 馬太福音第五章，耶穌著名的教導：「不要與惡人作對」。但希臘文"作對"一詞可被翻譯為「作亂」或「裝備叛變」。在新約中巴拉巴就是如此作亂殺人。 但這詞語在《欽定本》被翻譯作「不抵抗」，程度明顯溫柔得多。

《欽定本》不單單維護君王，更要支持教會制度。
1. 為了維護聖公會主教制，《欽定本》以聖公會教會論為典范先入為主地翻译相關字眼。在新約Ekklesia可譯為教會(church)、集會(assembly)或集合(congregation)，但譯者全譯作教會，例如在使徒行傳七章三十八節「這人曾在曠野會中、和西乃山上與那對他說話的天使同在」的會中錯譯為教會，但它應該指向以色列人在曠野的聚會。[24]這字眼被用來支持教會制度。
2. 羅馬書十二章四節「正如我們一個身子上有好些肢體、肢體也不都是一樣的用處」中的「用處」原文為praxis，有作用和功能的意思，卻被翻譯為office，即職位或職份的意思。把神給予人的豐富恩賜職位化。[25]
3. 新約中Episkopos一詞應譯作監督(overseers)，但在使徒行傳和書信中均被譯為主教(bishop)，完全脫離經文處境和文化，新約年代根本未有主教一詞。新約中Presbyteros可譯作年長的人(the old ones)或長老(elders)，但在《欽定本》中全譯作長老。當然不是指向初期教會的長老，而是聖公會制度下的長老。這樣做無非是為了維護教會在位者的權威，例如在彼得前書五章五節，「你們年幼的、也要順服年長的」，就變成教會會眾要順服在位的長老。[26]《欽定本》所選取的字眼經過政治考量，讓讀者經过長時間閱讀，不知不覺接受了背後的教會論。

### 附錄
1. 附錄並非是補充資料，更是影響讀者思維的重要方式。《欽定本》收錄了若干附錄，供讀者配合公禱書使用，包括一個足夠三十九年使用的教會年曆和一個詩篇經文表。教會年曆支持聖公會主持的教會節日及禮儀；經文表則支持聖公會日常使用的早禱和晚禱的經文。[27]
2. 英國宗教改革後，各教區發現急需一個流通的聖經版本，好讓聖職人員和會眾在崇拜中大聲宣讀。現在這個期望被滿足了。詹姆士更認為「沒有主教就沒有國王」，所以支持主教制，因為聖公會也認為英格蘭國王是最高領導人，公禱書有助宗教統一，以抗衡那些期望在教会里进行徹底宗教改革和廢除君王的激進的清教徒，保持君王的權力和地位。[28]《欽定本》和公禱書在教會密切配合，合作無間，使信徒參與聖公會的日常禮儀，潛移默化，支持教會及王室，并与清教信思想保持距離。

## 爭議
尽管部分新教派別堅信《欽定本》絕對無謬誤，當代較嚴肅的聖經研究依然發現《欽定本》一些翻譯上的錯誤。例如，《欽定本》的譯者因對希伯來語瞭解不足，在一些地方出現了誤譯。如《欽定本》將希伯來詞‎（Re'em，意為野牛、原牛）錯翻成了獨角獸；在希伯来书4:8，钦定本将"約書亞"翻译为"耶稣"，读起来让人觉得耶稣不能赐给人永远的救恩。
今天，钦定本的很多词语已经过时，或不为当代人所理解，或导致错误理解，比如约翰福音14:2，钦定本说“在我父的家里有许多mansion"，很多人按mansion今天的意思去理解，把它解释为富丽堂皇的房子，而批评现代译本将其翻译为room，称削弱了他们的祝福。然而，mansion在过去就是room或apartment的意思。
面对这样的语言障碍，美国越来越多的教会不再使用钦定本，而改用其他译本，比如NKJV或NASB或ESV。在这样的背景下，惟独钦定本运动(KJV onlyism)兴起了。一些教会坚称钦定本是"完美"的，是"惟一的"译本，而其他译本都是错的，是不可用的。该运动的一个代表人物彼得·拉克曼宣称，使用其他译本的人都是异端，不仅会失去见证和事工，甚至会失去生命（p. 132） 。

## 影響
仔細鑑賞《欽定本》的翻譯之美後，過往八十年它在宗教、文學和教育上的影響必然是討論的焦點。誠然，正如著名愛爾蘭神學家及歷史學家麥格夫所言：「《欽定本》的優勝並不局限在英國．．．直至18至19世紀，英國在經濟和軍事上的擴張使到以《欽定本》為基礎的宣教工作能夠隨之展開」。。例如，《使徒行傳》

### 基督教
宗教方面，《欽定本》無疑影響著基督徒的日常生活。舉例說，公禱書在教會禮儀的重要角色使信徒不斷地接觸《欽定本》。過去兩世紀，除了詩篇以外的閱讀經文都是從《欽定本》印刷出來的，包括福音書和使徒行傳。一般相信，十七世紀中至二十世紀中的教會講道和著名的基督教學者的刊物都使用了《欽定本》。有名的查理斯司布真也不例外。事實上，他稱《欽定本》為最好的英文譯本。1884年他寫道：「在英語聖經 (欽定本) 的字句中，有著由神而來的信息、滋潤著我們的靈魂；它既埋藏著誡命和應許，我們因此就一直祈禱和宣講，直到我們對它感到無止境的樂趣。」

#### 聖經翻譯上的影響
《欽定本》在聖經譯本史的地位舉足輕重。在英語基督教界，它總是當然之選；1640年，它是當時英文書店唯一發售的譯本，成功擊退市場上其他譯本並解決潛在的翻譯需要；後來的聖經翻譯工作絕對不能漠視它的貢獻：1881年推出的新約修訂本，就是以它為藍本。修訂本在紐約公開發售首日，銷量竟達三萬本。《欽定本》長足的影響直至國際新譯本推出才被動搖。《欽定本》影響深遠，從它對三個現代聖經譯本的啟迪可見一斑。於1952年出版的《修訂標準版》、1983年的《新欽定本》和2001年的《英文修訂版》都異口同聲地肯定《欽定本》，並於它們的序言中一致地認為這些新譯本不過是「延續《欽定本》的卓越成就」。儘管當時以「動態對等」為理論的聖經翻譯運動如日方中，《修訂標準版》翻譯團隊卻堅持以「字義直譯」為其事工理念，秉持履行。

#### 打破藩籬與爭議
《欽定本》並非一面倒地受到追捧而沒有批評。事實上，它的翻譯風格在出版後首二百年仍未受尊重，十八世紀的批評者形容它的用語「深澀難懂」和「陳舊」。即或偶有賞識，也不過是美學上的肯定，而非信仰上、內容上、更非翻譯上有甚麼忠實可言。聖經翻譯總是有爭議性的。回顧歷史，翻譯的過程都是困難重重。舉例說，14世紀末，英語聖經翻譯先鋒約翰威克理夫的遺體竟被掘出來火化成灰，罪名是把聖經譯成英語；威廉丁道爾也因聖經翻譯而被處死，教廷當局所給的罪名是褻瀆上主。同樣，《欽定本》逃不過批評。正如上文所述，它被看為調解兩派改教人士的政治工具，是1604年漢普敦御前會議中拉攏英國教會和清教徒，尤其是激進改革者的政治手段。

### 語言發展
在詹姆士時期，《欽定本》不是一出版就馬上受英國人接受，反而被批評翻譯得不討好又不自然，但是反對聲音隨時間慢慢消失，成為公開和私人閱讀的流行譯本。它更在英語形成的黃金時期發揮了影響，廣受接納，使得連希伯來文的語句也融入英語當中。誠然，《欽定本》被認為「是英語發展的臻境，能完全地反映出英語作為文學的功力」、「或許是世上最美的文學作品」。《欽定本》的翻譯團隊相信聖經是「神逐字逐句地默示的」，所以他們的翻譯理念是字義直譯。固此，他們重視希伯來文、希臘文和亞蘭文的原初意思及意義過於文學優雅。舉例說，翻譯委員會的47位學者都一絲不苟地考究字義，遇上要英文詞語補充表達能力，但字詞沒有在原文文本出現的情況，他們會以斜體字把它標示出來。[33]如此謹慎的程序，使他們花了四年零九個月才製作出譯本首稿和次稿。也因此翻譯出來的最終作品「旋律既個人化又連貫一致的，彷彿聖經是一位作者透過眾多作者在發聲」。

#### 《欽定本》的希伯來諺語
我們無法證明《欽定本》在英語發展上是否最大而單一的影響，但無可置疑的是，它與沙士比亞的作品並列為有同等的文化影響力。 一位美國猶太教改革領袖，威廉羅西瑙認為，從《欽定本》的經文如何塑造今日流行的英文諺語，便可發現它的影響力。「活人之地」(The land of the living，伯28:13) 和「低頭俯伏在地」(fell flat on his face，民 22:31) 就是好例子。好些片語是從希伯來文化中經微調發展出來的，例如「看見粉牆上的字」(to see the writing on the wall，但5:5)和「水桶的一滴」(a drop in the bucket，賽40:15)。正因為希伯來文諺語常常是直譯的，它們後來便發展成英文諺語，例如「在你眼前蒙恩」(found favour in his eyes，創39:5) 。

#### 對外來語言的接納
英語這語言十分歡迎外來的詞彙和片語，並樂意把它們同化在其中。《欽定本》就在英語的形成階段扮演了關鍵角色，很多源於希伯來文或拉丁文的內容都在英語在「自然化了」，成為了「聖經式」英文。具體地說，《欽定本》的成功為英語的豐富性奠定了基礎，把盎格魯─撒克森和拉丁文元素共冶一爐。前者代表單音節 (mono-syllabic) 詞彙；後者代表了多節音 (poly-syllabic) 詞彙。換句語說，儘管英語的主要用詞是簡單詞彙，它們提供了很多抽象和仔細的用字，為英語帶來更厚實的根基。由此可見，《欽定本》把現代英語變成「特別豐富的表達媒介」。

### 教育
另一方面，《欽定本》主導著幼兒的學習，尤其是文學教學。16世紀起，小孩子便要學習聖經。從前他們用的是日內瓦譯本，如今它已被《欽定本》取代。19世紀，美國最廣為使用的學校教材就是麥格飛讀本系列 (McGuffey's Eclectic Reader)，其中的聖經教學就是使用《欽定本》經文，遍佈著整個系列，例如第六本中的詩篇104。 值得留意的是，直至20世紀中，《欽定本》仍然是公共學校教育課程的一部分。儘管今日影響力已息微，它還是基督教教育的核心教材。

## 在教会的使用
钦定本出版之后，花了几十年才取代日内瓦圣经。在18世纪和19世纪，钦定本一枝独秀，无人能敌，在英语世界的教会里广泛使用。到了20世纪，随着新译本的出现，钦定本的地位已经不再是一本独大，现今很多教会开始使用NASB, ESV, NIV等译本。

## 外部連結
- KJV 钦定版 （页面存档备份，存于）
- The Bible, King James Version （页面存档备份，存于）
- 聖經版本的真相 （页面存档备份，存于）